# Воинские звания и знаки различия Вооружённых сил Мексики
В таблице представлены звания и знаки различия ВС Мексики (русский перевод и оригинальные названия на испанском языке). Звания ВВС Мексики и сухопутных сил Мексики идентичны, за исключением двух генеральских званий.

## Звания и знаки различия Вооруженных Сил Мексики
| звание                                          | звание по-испански                             | погоны |
| ----------------------------------------------- | ---------------------------------------------- | ------ |
| Министр национальной обороны                    | Secretario de la Defensa Nacional              |        |
| Дивизионный генерал                             | General de División                            |        |
| Армия: Бригадный генерал ВВС: Бригадный генерал | Армия: General de Brigada ВВС: General de Ala  |        |
| Армия: Генерал-бригадир ВВС: Генерал группы     | Армия: General Brigadier ВВС: General de Grupo |        |
| Полковник                                       | Coronel                                        |        |
| Подполковник                                    | Teniente Coronel                               |        |
| Майор                                           | Mayor                                          |        |
| Первый Капитан                                  | Capitán Primero                                |        |
| Второй Капитан                                  | Capitán Segundo                                |        |
| Лейтенант                                       | Teniente                                       |        |
| Су-лейтенант                                    | Subteniente                                    |        |
| Первый сержант                                  | Sargento Primero                               |        |
| Второй сержант                                  | Sargento Segundo                               |        |
| Капрал                                          | Cabo                                           |        |
| Рядовой                                         | Soldado                                        |        |